# Michael Prysner
Michael Prysner (Tampa, 15 giugno 1983) è un politico e attivista statunitense, ex-soldato reduce della guerra in Iraq divenuto leader del movimento politico March Forward!.

## Biografia e carriera militare
Michael (o Mike) Prysner nasce a Tampa, in Florida, il 15 giugno del 1983 e il 15 giugno 2001, il giorno del suo diciottesimo compleanno, si arruola volontario nell'Esercito degli Stati Uniti una volta terminata la locale Sickles High School, trascorrendo un solido addestramento base di sei mesi a Fort Sill di Lawton, in Oklahoma. Al termine del corso, viene assegnato come fante nella 10ª Divisione di Montagna di guarnigione a Fort Drum, nello stato di New York. Nel 2003, con il rango di specialista, viene inviato in Iraq allo scoppio del conflitto per un turno di dodici mesi con il proprio battaglione, a quel tempo inquadrato nella 173ª Brigata Aviotrasportata. Tra i suoi incarichi, a suo dire, erano comprese, oltre alla vigilanza del territorio, i raid in case di civili, talvolta occupate senza ragione dallo stesso esercito, e soprattutto i brutali interrogatori dei prigionieri: tutte queste esperienze lo hanno portato a una posizione radicalmente avversa a questa guerra.

## Attivismo
Dopo essersi congedato nel giugno 2005 con il grado di caporale, Prysner è rimasto coinvolto in diverse marce contro la guerra al Pentagono a Washington e il 15 settembre 2007, durante una di esse, viene arrestato assieme ad altri veterani e manifestanti per aver tentato di superare un posto di blocco delle forze dell'ordine.
Nel marzo 2008, ha fatto parte di un comitato che discuteva sul tema Winter Soldier: Iraq and Afghanistan nel Maryland; in quell'occasione ha tenuto una conferenza parlando della propria esperienza sul fronte iracheno ed esprimendo i suoi personali punti di vista su entrambi i conflitti, facendo di questo suo discorso noto come Our Real Enemies (I nostri veri nemici). Nello stesso anno ha cofondato March Forward!, un'organizzazione di membri in servizio attivo e di veterani delle Forze Armate statunitensi durante le guerre in Iraq e in Afghanistan, che si occupa tra le altre cose di incoraggiare l'attuale personale in servizio impiegato ed attivo su tali fronti ad opporre una resistenza non-violenta alle proprie mansioni militari, esortando al contempo di combattere le disuguaglianze razziali e di ricevere un congedo con onore in veste di obiettore di coscienza. Poco dopo, ha condotto una campagna politica per essere eletto alla Camera dei Rappresentanti del 22º distretto congressuale della Florida (Boca Raton), sfidando l'allora membro democratico in carica Ron Klein. È anche un membro del Partito per il Socialismo e la Liberazione e di A.N.S.W.E.R..
Nel novembre 2011 è stato arrestato durante la dimostrazione di Occupy Los Angeles, per poi essere rilasciato su cauzione.
Il 19 settembre 2021 ha interrotto bruscamente un discorso dell'ex-presidente George W. Bush tenutosi a Beverly Hills, in California, invitandolo a chiedere scusa per aver mentito sulle armi di distruzione di massa e sulle inverosimili connessioni del regime iracheno con gli attacchi dell'11 settembre 2001, nonché per la morte di un milione di iracheni.
Attualmente è membro del Consiglio di Amministrazione Nazionale per il Veterans for Peace.

## Vita personale
È sposato con la giornalista Abby Martin, da cui ha avuto due figli: il primo nato il 31 maggio 2020 e il secondo venuto alla luce il 29 gennaio 2023. 
Vive a Los Angeles e dal settembre 2015 collabora come cosceneggiatore e produttore di The Empire Files, serie televisiva di interviste e documentari condotta dalla moglie. Dal 2021 conduce inoltre il podcast Eyes Left assieme a Spenser Rapone, un ex-cadetto dell'esercito e reduce della guerra in Afghanistan.
Prysner possiede una laurea in antropologia presso la Florida Atlantic University.